# Genowefa Tokarska
Genowefa Tokarska z domu Bzdyra (ur. 5 sierpnia 1949 w Biszczy) – polska polityk i samorządowiec, w latach 2007–2011 wojewoda lubelski, posłanka na Sejm VII i VIII kadencji.

## Życiorys
W 1973 ukończyła studia na Akademii Rolniczej w Lublinie. Uzyskała wykształcenie inżyniera rolnika. Kształciła się także w Studium Pedagogicznym IKN w Lublinie (które ukończyła w 1974) oraz w Studium Ekonomiki Rolnictwa Szkoły Głównej Handlowej w Warszawie (ukończonym w 1989).
W latach 1972–1978 była nauczycielem w Zespole Szkół Rolniczych w Różańcu. Następnie do 1990 pracowała w bankach spółdzielczych w Biłgoraju i Księżpolu. Działała w Zjednoczonym Stronnictwie Ludowym, następnie została członkinią Polskiego Stronnictwa Ludowego. W latach 1990–2007 przez pięć kadencji pełniła funkcję wójta Gminy Biszcza (powiat biłgorajski). 29 listopada 2007 została powołana na stanowisko wojewody lubelskiego.
W wyborach w 2011 uzyskała mandat posłanki, kandydując z listy PSL w okręgu chełmskim i otrzymując 8906 głosów. W konsekwencji z dniem 26 października 2011 zakończyła urzędowanie na funkcji wojewody. W 2014 bez powodzenia kandydowała do Parlamentu Europejskiego. W 2015 z powodzeniem ubiegała się o poselską reelekcję (dostała 4606 głosów). W Sejmie VIII kadencji zasiadła w Komisji Finansów Publicznych i Komisji Odpowiedzialności Konstytucyjnej. 20 lipca 2018 została członkiem komisji śledczej ds. wyłudzeń VAT. Nie wystartowała w kolejnych wyborach parlamentarnych w 2019.
Była żoną samorządowca Mariana Tokarskiego (zm. w 2024); ma trzy córki. W 2011 została wyróżniona Odznaką „Zasłużony dla Służby Celnej”.